# Open mail relay
Um open mail relay é um  servidor SMTP (Protocolo de Transferência de Correio Simples) configurado de tal forma que permite que qualquer pessoa na internet envie e-mail através dele não apenas mensagens destinadas a ou provenientes de usuários conhecidos.

## História e tecnologia
Até a década de 1990, os servidores de correio eletrônico eram comumente e intencionalmente configurados como retransmissores abertos; essa era a configuração padrão da instalação.  O método tradicional store-and-forward de transmissão do e-mail para o destino exigia que ele fosse passado de um computador para outro (através e além da Internet) por meio de modems em linhas telefônicas. Para muitas redes antigas, como UUCPNET, FidoNet e BITNET, listas de máquinas que eram relays abertos eram uma parte essencial dessas redes. A filtragem de e-mail e a velocidade da entrega de e-mails não era prioritária naquele momento e, de qualquer forma, o governo e os servidores educacionais que iniciaram a Internet estavam cobertos por um decreto federal que proibia a transferência de mensagens comerciais.